# نقطه کور وسیله نقلیه

یک ستون نقطه کور

نقطه کور در یک وسیله نقلیه به منطقه‌ای در اطراف خودرو گفته می‌شود که راننده نمی‌تواند به طور مستقیم آن را مشاهده کند. نقاط کور در طیف گسترده‌ای از وسایل نقلیه وجود دارد: اتومبیل، کامیون، قایق و هواپیما. همچنین دوچرخه، موتور سیکلت و اسب نیز به هنگام استفاده دارای نقاط کور هستند. تنظیم درست آینه‌ها و استفاده از سایر راهکارها می‌تواند موجب کنترل یا کاهش نقاط کور شود.
در حمل و نقل، دید راننده اشاره به حداکثر محدوده تحت نظر و کنترل راننده در اطراف خودرو دارد. دید راننده در درجه اول با آب و هوا (دید) و سپس با طراحی وسیله نقلیه سروکار دارد. داشبورد و ستون اصلی خودرو می‌توانند در دید راننده محدودیت ایجاد کنند.

نشانه مورد استفاده در برخی از کشورها برای هشدار نقطه کور در جاده‌ها.

## وسایل نقلیه موتوری

راننده خودروی آبی خودروی سبز را می‌بیند اما خودروی قرمز در نقطه کور راننده آبی قرار دارد.

برای راننده خودرو، نقاط کور مناطقی از جاده است که هنگام نشستن درون خودرو و رانندگی و با نگاه کردن به جلو، اطراف یا آینه‌ها، دیده نمی‌شوند. مهمترین نقاط کور خودرو برای راننده یک چهارم عقب و طرفین ماشین است. خودروهایی که در خطوط کناری در نقاط کور قرار دارند توسط راننده دیده نمی‌شوند.

### دید روبرو
ستونهای نگه دارنده خودرو می‌توانند موجب کاهش میدان دید راننده شوند. این ستونها از جهات مختلف دید را مختل می‌کنند.

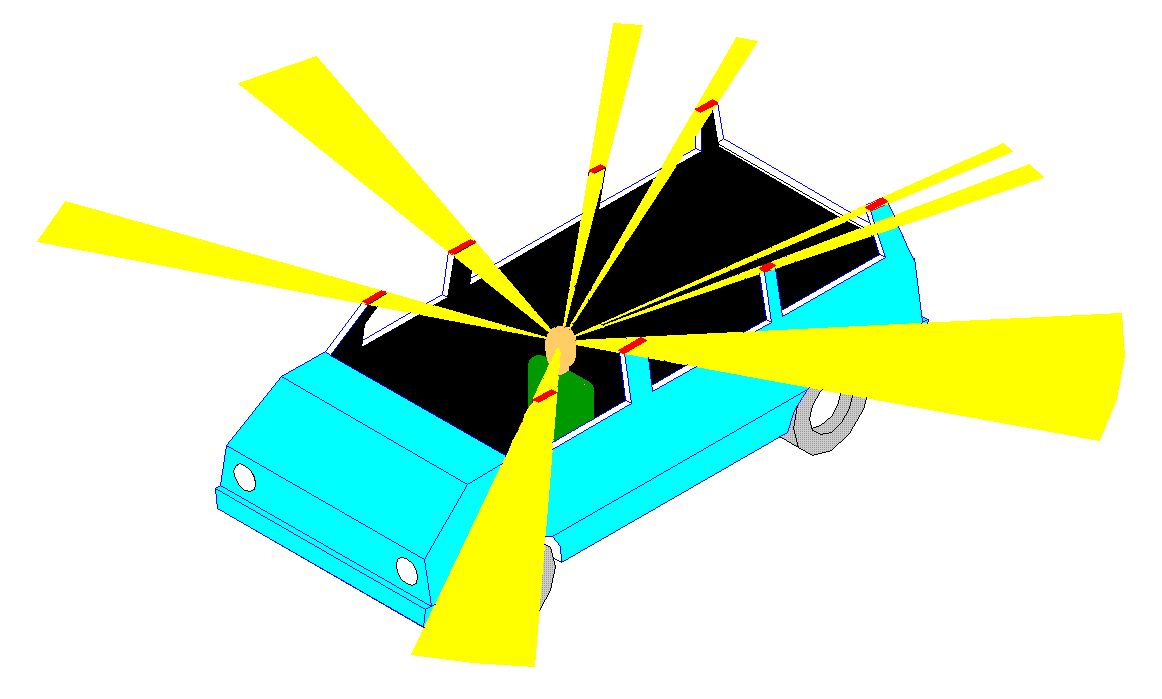
ستونها ۴۰ درجه از ۳۶۰ درجه حداکثر دید از درون یک خودرو را کاهش می‌دهند.

## سیستم اطلاعات نقاط کور
BLIS مخفف Blind Spot Information System, a system of است که توسط ولوو ابداع شده است.

## قایق‌ها

نقطه کور در جلوی یک قایق موتوری بزرگ.

نقاط کور در جلوی کشتی‌ها و قایق‌ها و سایر شناورها وجود دارند. افزایش سرعت قایق باعث بالارفتن جلوی آن و افزایش دامنه نقاط کور مقابل می‌شود.
در قایق بادبانی بادبانها نقاط کور بیشتری نیز ایجاد می‌کنند.